# Batu Rusa
Batu Rusa is een bestuurslaag in het regentschap Lahat van de provincie Zuid-Sumatra, Indonesië. Batu Rusa telt 413 inwoners (volkstelling 2010).